# Asensio Magraner
Asensio Magraner Pérez, músico valenciano, nacido en Benimaclet el 20 de julio de 1933 y fallecido el 20 de julio de 1996. Desde la infancia estuvo vinculado al Centro Musical de Benimaclet, al que también perteneció su padre Asensio Magraner Aragó. Realizó estudios de música, especializándose en trompeta.
A la edad de 25 años, ganó la plaza de trompeta solista en la Banda Municipal de Valencia, además de profesor de solfeo y de viento-metal en el Centro Instructivo Musical. También fue director en el Centro Instructivo Musical Banda Parroquial de Torrefiel.
El Ayuntamiento de Valencia le ha dedicado una plaza con su nombre, localizada junto a la calle de Jerónimo Monsoriu, donde el 13 de septiembre, jueves, a las siete de la tarde, se le rendirá homenaje y se descubrirá una lápida. 

## Artículos publicados sobre Asensio Magraner Pérez
- En El Rotativo, junio de 2005, página 25, de la Universidad CEU Cardenal Herrera, un artículo de Jorge Morcillo.[2]
- En el periódico Levante-EMV, el lunes 3 de septiembre de 2007, página 12, artículo de Rafael Brines.[3]